# Beija-flor-de-barriga-ruiva
O beija-flor-de-barriga-ruiva (nome científico: Saucerottia castaneiventris) é uma espécie de ave da família Trochilidae (beija-flores). Apenas pode ser encontrada na Colômbia.
Os seus habitats naturais são: regiões subtropicais ou tropicais húmidas de alta altitude e matagal tropical ou subtropical de alta altitude.
Esta espécie está ameaçada por perda de habitat.